# Línea L81 (Maldonado)
La línea L81 fue una línea de transporte público de carácter local del departamento de Maldonado, Uruguay.
Se creó el 29 de noviembre del 2014 con el objetivo de optimizar el servicio local de la localidad de San Carlos, al mismo tiempo que se modificaba el recorrido de la ya existente L80.

## Recorrido
El recorrido habitual que hacía era el siguiente, partiendo de la agencia de CODESA en San Carlos:
- Avda. Rocha al Norte, Juana Tabárez, Dr. Mautone, Avda. Ejido, Juan de Dios Curbelo, Tomás Berreta, 4 de Octubre, Avda. José Enrique Rodó, Carlos Reyles, Avda. Rocha y Agencia CODESA.

Al ser circular, salía y regresaba directamente al mismo destino sin uno intermedio.